# 手杖

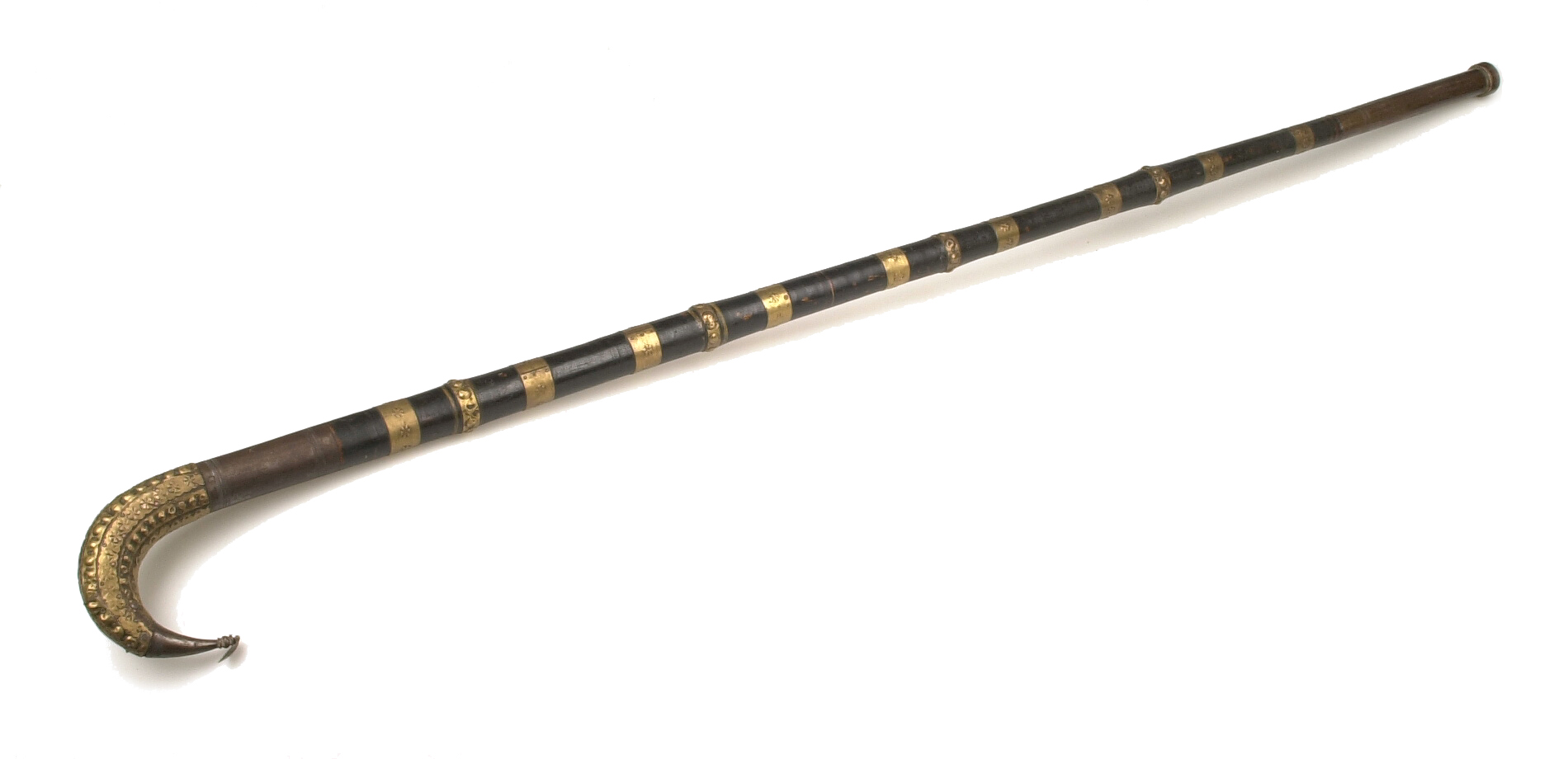
手杖

手杖，又称步行手杖、拐棍、拐杖，一种辅助行走的简单器械，通常为一根木制或金属的棍子。

## 各地文化
在英语中，手杖被称为“walking stick”或“walking cane”。收藏手杖的人被称为“rabologist”。
- Rabology' 是手杖科學研究的英文術語（Rabo一詞來自ραβδί，或希臘語中的“rabdi”，意為棍子或桿——“Rabology”已被保留用於對數研究，使用桿作為計數器）； “Rabologist”是一名手杖收藏家學生。